# Sandbox (software)
Een sandbox (Engels voor "zandbak") is een virtuele afgesloten ruimte op een computer waarin computerprogramma's kunnen werken zonder andere processen te verstoren. In een sandbox heeft uitgevoerde code geen toegang tot processen of bestanden buiten de sandbox. Hierdoor zou het de beveiliging ten goede komen. Sandboxen worden voornamelijk gebruikt om code uit te voeren die niet vertrouwd wordt of onstabiel bevonden wordt.

## Gebruik
- Webbrowsers zoals Mozilla Firefox en Google Chrome maken een sandbox aan voor elk tabblad.[1][2]
- Plug-ins zoals Adobe Flash Player plaatst Mozilla Firefox in een sandbox.
- Sandboxie gebruikt een sandbox om te voorkomen dat een niet vertrouwd programma of malware toegang heeft tot de rest van het systeem.
- Virtuele machines zoals VirtualBox en die van VMware zijn sandboxen die een computer nabootsen en de rechten tot de fysieke computeronderdelen voor software binnen de virtuele machine beperken.